# I Belong to You (Pop X)
I Belong To You (canti albanesi di Trento e Bolzano), o semplicemente I Belong To You, è un album del gruppo musicale italiano di musica elettronica Pop X, pubblicato nel 2015 da Panico Dischi.
Il disco è composto da nove tracce strumentali.

## Tracce
I Belong to You, iTunes
1. Canto di Bolzaneto – 5:14
2. Illusione tirolese – 5:12
3. Il ballo del mattone – 5:40
4. Esodo – 5:48
5. Rising Up to Rosengarten – 6:12
6. Reinold Messner – 6:36
7. Inno altoatesino – 7:02
8. Il pifferaio di Caldaro – 4:50
9. Risveglio su Pizzo Bernina – 4:34

I Belong to You (canti albanesi di Trento e Bolzano), Bandcamp
1. Canto di Bolzano – 5:11
2. Illusione tirolese – 5:10
3. Il ballo del mattone – 5:40
4. Esodo dalla val Venosta – 5:47
5. Rising Up to Rosengarten Arena – 6:11
6. Reinold Messner Chiara Lubich – 6:35
7. Inno altoatesino – 3:51
8. Il pifferaio di Caldaro – 4:49
9. Risveglio su Piz Bernina – 4:34

## Formazione
Gruppo
- Davide Panizza – sintetizzatori, programmazione

Produzione
- Niccolò Di Gregorio – mastering